# Pacific Trim
Pacific Trim es un EP de la banda de indie rock Pavement, lanzado el 23 de junio de 1996. Fue grabado con poca antelación para coincidir con la gira australiana de la banda. La grabación contiene solo a Stephen Malkmus, Bob Nastanovich y Steve West — la sesión de grabación había sido reservada para Silver Jews, banda paralela a Pavement, pero David Berman se ausentó en el último momento y el grupo no podía malgastar el tiempo en el estudio. El lanzamiento en formato CD contiene tres canciones junto con una cuarta canción, "I Love Perth", la cual solo estaba disponible en la edición de vinilo y hace referencia a la ciudad de Perth, ubicada en Australia Occidental. Allmusic concluye que el EP "no es mucho más que es un descarte, pero uno extremadamente agradable".
A pesar de que el EP no se sigue distribuyendo, las cuatro canciones están disponibles en el set doble Wowee Zowee: Sordid Sentinels Edition.

## Lista de canciones
1. "Give It a Day" – 2:37
2. "Gangsters and Pranksters" – 1:29
3. "Saganaw" – 3:31
4. "I Love Perth" – 1:08 (exclusiva de la versión de vinilo)